# Grinăuți-Moldova
Grinăuți-Moldova è un comune della Moldavia situato nel distretto di Ocnița di 2.380 abitanti al censimento del 2004

## Località
Il comune è formato dall'insieme delle seguenti località (popolazione 2004):
- Grinăuți-Moldova (888 abitanti)
- Grinăuți-Raia (690 abitanti)
- Rediul Mare (802 abitanti)